# انتخابات الرئاسة الدومينيكانية 2012
انتخابات الرئاسة الدومينيكانية 2012 هي الانتخابات الرئاسية التي جرت في 20 مايو 2012، في جمهورية الدومينيكان، لانتخاب رئيس جمهورية الدومينيكان، فاز بالانتخابات دانيلو ميدينا.